# Pinete delle Bahamas
Le pinete delle Bahamas sono un'ecoregione appartenente al bioma della foresta di conifere tropicali e subtropicali che si estende su parte delle Bahamas e delle isole Turks e Caicos.

## Geografia
Le pinete delle Bahamas coprono un'area di 2100 km². Sono presenti su quattro delle isole settentrionali delle Bahamas: Andros, Abaco, Grand Bahama, dove coprono metà della superficie dell'isola, e New Providence, nonché sulle isole Caicos.

## Origine e storia
Nonostante presentino attualmente una flora e fauna molto ricche e siano di fondamentale importanza per le specie autoctone ed endemiche delle Bahamas, i campioni di polline preservati rinvenuti negli inghiottitoi indicano che le pinete, o almeno quelle delle Bahamas settentrionali (Abaco, Grand Bahama, New Providence e Andros), sono in gran parte di origine antropica. Prima dell'arrivo dei lucaiani, le Bahamas settentrionali erano originariamente ricoperte da foreste secche delle Bahamas composte principalmente da Metopium toxiferum, Bursera simaruba e specie di Fabaceae, Arecaceae, Eugenia e Solanum, con una comunità faunistica peculiare dominata dai rettili: il principale erbivoro di questo habitat era l'ormai estinta testuggine di Albury (Chelonoidis alburyorum) e il predatore apicale il coccodrillo cubano (Crocodylus rhombifer), attualmente scomparso dalla regione. All'epoca la presenza di conifere come Pinus e Juniperus era probabilmente minima e ristretta a poche zone.
Dopo l'arrivo dei lucaiani, intorno all'830 d.C., i grandi rettili furono spazzati via nel giro di uno o due secoli e le foreste di latifoglie originarie vennero distrutte tra l'875 e il 1090 d.C. a seguito della crescente richiesta di legna da ardere e della pratica dell'agricoltura taglia e brucia per fare spazio alle coltivazioni di cassava: di conseguenza, le isole iniziarono a presentare un habitat più aperto sempre più dominato da specie secondarie come l'albero della cera (Myrica cerifera), l'albero ortica delle Indie occidentali (Trema lamarckiana) e specie di Vachellia. I pollini indicano che la popolazione di pini aumentò in modo significativo dopo il 970 d.C., e le moderne foreste di pini, la cui fioritura è indotta dalla combustione, si erano ormai stabilite nel 1200 d.C. A scapito dei pini, tra il 1400 e il 1500, avvenne un'espansione del ginepro di Barbados (Juniperus barbadensis).
Tra il 1510 e il 1765, quando ormai la maggior parte dei lucaiani era stata ridotta in schiavitù dagli spagnoli e trasferita a Hispaniola, una serie di uragani portò all'inondazione della maggior parte delle pinete di pianura, che furono soppiantate dalle mangrovie, e le pinete riuscirono a sopravvivere soltanto sulle alture. Tuttavia, la superficie delle pinete si espanse di nuovo dopo la rivoluzione americana, quando i lealisti presero possesso delle isole e reintrodussero un'agricoltura di tipo taglia e brucia. Comunque, nel corso dei tre secoli successivi, le attività umane successive alla colonizzazione hanno portato nuovamente al declino dell'estensione delle pinete.

## Flora
Le pinete sono dominate da specie come il pino delle Bahamas (Pinus caribaea var. bahamensis), mentre  Bletia purpurea, Andropogon glomeratus, la felce aquilina (Pteridium aquilinum), Tetrazygia bicolor, Tabebuia bahamensis, Chiococca alba, Cassytha filiformis,  Metopium toxiferum, Zamia integrifolia e  Coccothrinax argentata crescono nel sottobosco. Senza incendi boschivi regolari, le pinete possono essere soppiantate dalla foresta secca di latifoglie. I giovani pini delle Bahamas necessitano di grandi quantità di luce solare per crescere e diventano resistenti al fuoco una volta adulti.

## Fauna
Tra le specie animali presenti nelle foreste di pini ricordiamo le iguane delle rocce (Cyclura spp.), i boa (Epicrates spp.), il picchio panciarossa (Melanerpes superciliaris), il colibrì delle Bahamas (Nesophlox evelynae), la parula delle Bahamas (Geothlypis rostrata), il picchio muratore delle Bahamas (Sitta insularis), l'ittero delle Bahamas (Icterus northropi), la rondine delle Bahamas (Tachycineta cyaneoviridis) e il pipistrello dei fiori color camoscio (Erophylla sezekorni). La dendroica di Kirtland (Setophaga kirtlandii) migra ogni anno dalle foreste di pino di Banks della Penisola inferiore del Michigan per svernare nelle pinete delle Bahamas. Molte di queste specie sono endemiche di questo habitat e dipendono strettamente dai pini, pertanto sono minacciate da attività quali la deforestazione e i danni provocati dalle tempeste tropicali, che hanno ridotto l'estensione della foresta.

## Minacce
L'aumento degli abbattimenti degli alberi di ginepro dopo la colonizzazione e dei pini stessi dopo il XX secolo ha nuovamente portato a un declino dell'estensione delle pinete, che è stato aggravato anche dall'introduzione di specie invasive come la casuarina delle spiagge (Casuarina equisetifolia) e dalla crescente frequenza degli uragani dovuta al riscaldamento globale: gli uragani Frances, Jeanne e soprattutto Dorian hanno inflitto danni enormi e duraturi alle pinete. Almeno una specie di uccello, il picchio muratore delle Bahamas (Sitta insularis), potrebbe essersi estinta nel 2019 a causa degli uragani Matthew e Dorian; anche una distinta popolazione di ittero delle Bahamas presente su Abaco scomparve durante gli anni '90 in seguito all'uragano Andrew. Le prove indicano che le foreste tropicali di latifoglie come quelle che un tempo ricoprivano le Bahamas sono generalmente molto più resistenti ai danni degli uragani rispetto a quelle dominate dai pini: è quindi probabile che la particolare vulnerabilità dell'ecosistema delle pinete alle condizioni climatiche estreme sia dovuta alla sua origine antropica.